# Phaenagrotis
Phaenagrotis là một chi bướm đêm thuộc họ Noctuidae.

## Các loài tiêu biểu
- Phaenagrotis hecateia Köhler, 1953